# Walter Francis Willcox
Walter Francis Willcox (Reading, Massachusetts, 22 de março de 1861 – 30 de outubro de 1964) foi um estatístico estadunidense.
Foi palestrante do Congresso Internacional de Matemáticos em Toronto (1924).

## Publicações
- Studies in American Demography, Ithaca, New York: Cornell University Press (1940).
- International Migrations, Volume II: Interpretations (Editor), New York: National Bureau of Economic Research (1931).
- Walter Francis Willcox papers, #14-10-504. Division of Rare and Manuscript Collections, Cornell University Library.